# Reshmie Oogink
Reshmie Oogink (Almelo, 26 oktober 1989) is een Nederlands taekwondoka. Zij is meervoudig Nederlands kampioen en een Olympiër. Ze heeft Nederland vertegenwoordigd op de Olympische spelen in Rio 2016 waar ze de kwartfinale haalden. En ze heeft brons gehaald op het wereldkampioenschap 2017 in de klasse tot 73 kilogram. 

## Jeugd
Oogink begon op vijfjarige leeftijd met taekwondo in de sportschool van haar vader Hans Oogink in Apeldoorn. Op 13-jarige leeftijd kwam ze in de Nederlandse juniorenselectie. In 2005 behaalde ze tijdens de Europese kampioenschappen voor junioren in Bakoe de gouden medaille in de klasse -59 kg. In 2006 werd ze vierde tijdens de volgende EJK.

## Senioren
Bij de senioren won Oogink in enkele jaren diverse titels. Zo schreef ze de Dutch Open en German Open twee keer op haar naam.
Op 8 december 2015 slaagde Oogink er in Mexico-Stad niet in zich te plaatsen voor de Olympische Spelen in Rio de Janeiro, maar in het daaropvolgende jaar wist ze zich op 16 januari via het Europese kwalificatietoernooi alsnog te plaatsen in de klasse boven 67 kilogram.
In 2017 veroverde Oogink in de klasse tot 73 kilogram op het wereldkampioenschap in Muju (Zuid-Korea) de bronzen medaille.
In 2021 zou Oogink afscheid nemen op de Olympische Zomerspelen 2020 in Tokio, maar na een positieve coronatest moest ze tien dagen in quarantaine en kon ze niet deelnemen.

## Palmares

### EK
- 2002:  Bakoe (Junioren)
- 2009:  Vigo (Junioren)

### Overig
- 2006:  Dutch Open
- 2006:  German Open
- 2007:  Belgium Open
- 2008:  French Open
- 2009:  US Open
- 2009:  Universiade
- 2009:  British Open
- 2009:  Belgium Open
- 2010:  British Open
- 2011:  British Open
- 2011:  German Open
- 2011:  Dutch Open
- 2012:  German Open
- 2012:  Dutch Open